# Paregnatius salavatiani
Paregnatius salavatiani är en insektsart som beskrevs av Popov, G.B. 1951. Paregnatius salavatiani ingår i släktet Paregnatius och familjen gräshoppor. Inga underarter finns listade i Catalogue of Life.